# Rock Island (Texas)
Rock Island es un lugar designado por el censo ubicado en el condado de Colorado en el estado estadounidense de Texas. En el Censo de 2020 tenía una población de 228 habitantes y una densidad poblacional de 17,43 habitantes por km². Fue incluido como CDP en el censo de 2020.

## Geografía
Rock Island se encuentra ubicado en las coordenadas 29°31′52″N 96°34′21″O / 29.53111, -96.57250. Según la Oficina del Censo de los Estados Unidos,  tiene una superficie total de 13,08 km², de la cual 12,99 km² corresponden a tierra firme y 0,09 km² a agua.